# Biggest Bluest Hi-Fi
Biggest Bluest Hi-Fi är debutalbumet av indiepopbandet Camera Obscura från 2001. Första utgåvan släpptes på LP av skivbolaget Andmoresound, och nyutgåvor har kommit 2002 och 2004.
Albumet är producerat av Stuart Murdoch från Belle & Sebastian.

## Låtlista
| Nr  | Titel                            | Längd |
| --- | -------------------------------- | ----- |
| 1.  | Happy New Year                   | 4:03  |
| 2.  | Eighties Fan                     | 4:20  |
| 3.  | Houseboat                        | 3:22  |
| 4.  | Pen and Notebook                 | 3:26  |
| 5.  | Swimming Pool                    | 3:56  |
| 6.  | Anti-Western                     | 3:08  |
| 7.  | I Don't Do Crowds                | 3:55  |
| 8.  | The Sun on His Back              | 2:50  |
| 9.  | Double Feature                   | 5:50  |
| 10. | Arrangements of Shapes and Space | 3:48  |

## Medverkande
- Nigel Baillie – trumpet
- Lindsey Boyd – keyboard
- Tracyanne Campbell – sång, gitarr
- Gavin Dunbar – bas
- John Henderson – sång, slagverk
- Kenny McKeeve – gitarr